# Luge nos Jogos Olímpicos de Inverno de 1964
O luge estreou como modalidade olímpica nos Jogos Olímpicos de Inverno de 1964 em Innsbruck, na Áustria. Consistiu de três eventos, sendo um para homens, um para mulheres e um misto.

## Medalhistas
| Evento                        | Ouro                                        | Prata                                   | Bronze                                         |
| ----------------------------- | ------------------------------------------- | --------------------------------------- | ---------------------------------------------- |
| Individual masculino detalhes | Thomas Köhler EUA Equipe Alemã Unida        | Klaus Bonsack EUA Equipe Alemã Unida    | Hans Plenk EUA Equipe Alemã Unida              |
| Individual feminino detalhes  | Ortrun Enderlein EUA Equipe Alemã Unida     | Ilse Geisler EUA Equipe Alemã Unida     | Helene Thurner AUT Áustria                     |
| Duplas detalhes               | Josef Feistmantl Manfred Stengl AUT Áustria | Reinhold Senn Helmut Thaler AUT Áustria | Walter Aussendorfer Sigisfredo Mair ITA Itália |

## Quadro de medalhas
| Ordem | País                   | Medalha de ouro | Medalha de prata | Medalha de bronze |   |
| ----- | ---------------------- | --------------- | ---------------- | ----------------- | - |
| 1     | EUA Equipe Alemã Unida | 2               | 2                | 1                 | 5 |
| 2     | AUT Áustria            | 1               | 1                | 1                 | 3 |
| 3     | ITA Itália             |                 |                  | 1                 | 1 |
| TOTAL | TOTAL                  | 3               | 3                | 3                 | 9 |